# 재흡수 조절인자
재흡수 조절인자(再吸收 調節因子, 영어: reuptake modulator) 또는 수송체 조절인자(輸送體 調節因子, 영어: transporter modulator)는 각각의 신경전달물질 수송체를 통해 한 가지 이상의 신경전달물질의 재흡수를 조절하는 약물의 한 유형이다. 재흡수 조절인자는 재흡수 억제제와 재흡수 강화제를 포함한다.

## 같이 보기
- 수용체 조절인자
- 이온 통로 조절인자
- 효소 조절인자
- 방출 조절인자
- 모노아민 방출제